# Christian Canzoniero
Leonardo Christian Canzoniero (* 30. Dezember 1974 in Buenos Aires) ist ein ehemaliger argentinischer Handballspieler.

## Karriere

### Verein
Der 1,98 m große Torhüter spielte in seiner Heimat für die Asociación Deportiva de Handball Nuestra Señora de Luján, mit der er bis 2001 siebenmal das Torneo Nacional gewann. Im Jahr 2000 gab er einen kurzen Zwischenstopp beim brasilianischen Verein Flamengo Rio de Janeiro. Ab Sommer 2001 stand er für den spanischen Zweitligisten Club Balonmano Alcobendas im Tor, mit dem ihm 2002 der Aufstieg in die Liga Asobal gelang. Anschließend wechselte er zum russischen Serienmeister Medwedi Tschechow, mit dem er 2003 Meisterschaft und Pokal gewann. Für kurze Zeit lief er wieder in Brasilien für São Caetano Handebol auf, ehe er bis 2004 nach Tschechow zurückkehrte. In der Saison 2004/05 stieg er mit dem spanischen Zweitligisten BM Aragón in die erste Liga auf. Daraufhin verpflichtete ihn der Zweitligist Club Balonmano Barakaldo, 2007 der Ligarivale ADC Guadalajara. In der Saison 2009/10 spielte er für den italienischen Verein Pallamano Conversano, mit dem er das italienische Double gewann. Seine Karriere beendete er bei Colegio Ward, mit dem er das Torneo Metropolitano, das Súper 4 und das Torneo Nacional gewann.

### Nationalmannschaft
Mit der argentinischen Nationalmannschaft gewann Canzoniero je zweimal Gold und Silber bei der Panamerikameisterschaft und je einmal Silber und Bronze bei den Panamerikanischen Spielen.
Außerdem nahm er an den Weltmeisterschaften 1997, 1999, 2001 und 2003 teil.

### Erfolge
Nuestra Señora de Luján:
- Torneo Nacional: 19931997, 2000, 2001

Medwedi Tschechow:
- Russischer Meister: 2003, 2004
- Russischer Pokalsieger: 2003, 2004

Pallamano Conversano:
- Italienischer Meister: 2010
- Italienischer Pokalsieger: 2010

Colegio Ward:
- Torneo Metropolitano: Apertura 2011, Clausura 2011, Apertura 2013, Clausura 2015
- Súper 4: 2013, 2015
- Torneo Nacional: 2013

Panamerikameisterschaft:
- Gold 2000, 2002
- Silber 1996, 1998[6]

Panamerikanische Spiele:
- Silber 2003
- Bronze 1999[6]

## Privates
Sein Bruder Gabriel war ebenfalls Handballnationaltorwart.